# U 253
U 253 war ein deutsches U-Boot vom Typ VII C, das im U-Boot-Krieg während des Zweiten Weltkriegs von der deutschen Kriegsmarine im Nordatlantik eingesetzt wurde.

## Bau und technische Daten
Das Boot wurde auf der Vegesacker Werft der Bremer Vulkan gebaut. Diese Werft baute seit 1934, zum Teil unter Umgehung der Bestimmungen des Versailler Vertrages, U-Boote für die Reichsmarine und später für die Kriegsmarine. U 253 gehörte zu dem ersten Bauauftrag, der nach Kriegsbeginn an die Bremer Vulkan erging und insgesamt 5 Boote umfasste. Der Bauauftrag datierte vom 23. September 1939, die Indienststellung erfolgte am 4. Oktober 1941 durch Oberleutnant zur See Adolf Friedrichs. Wie die meisten deutschen U-Boote seiner Zeit führte auch U 253 ein bootsspezifisches Zeichen am Turm. Es handelte sich um die Abbildung eines pustenden Mannes, der auf einem Wellenbrecher sitzt.

## Einsatz und Geschichte
Bis zum 31. August 1942 war U 253 als Ausbildungsboot der 8. U-Flottille zugeteilt und zunächst in Königsberg, dann in Danzig stationiert. Kommandant Friedrichs unternahm in dieser Zeit Ausbildungsfahrten in der Ostsee zum Training der Besatzung und zum Einfahren des Bootes. Ab September 1942 kam das Boot als Frontboot zur 6. U-Flottille. Es wurde in den folgenden Tagen in Kiel zur ersten Unternehmung ausgerüstet.

### Verlust des Bootes
Am 12. September 1942 verließ U 253 Kiel. Am folgenden Tag traf das Boot im U-Bootstützpunkt im norwegischen Kristiansand ein. Von dort lief das Boot am nächsten Tag in Richtung des vorgesehenen Einsatzgebietes aus. In den folgenden Wochen operierte Kommandant Friedrichs mit U 253 in der Dänemarkstraße und westlich von Island. Von dort meldete sich Friedrichs am 24. September zum letzten Mal.
Es wird davon ausgegangen, dass U 253 in eines der britischen Minenfelder vor der isländischen Küste gefahren ist und dort sank. Lange ging man davon aus, dass U 253 am 23. September durch ein Catalina-Aufklärungsflugzeug versenkt worden war. Der Angriff der Catalina hatte jedoch U 255 gegolten.
Alle Mitglieder der 45-köpfigen Besatzung kamen bei der Versenkung von U 253 ums Leben.